# Севрюково (Белгородская область)
Севрюково — село в Белгородском районе Белгородской области. Входит в состав Беловского сельского поселения.

## География
Село расположено недалеко от областного центра — Белгорода.
Часовой пояс
Село Севрюково как и вся Белгородская область, находится в часовой зоне МСК (московское время). Смещение применяемого времени относительно UTC составляет +3:00.

## Население
| 2002 | 2010 |
| ---- | ---- |
| 308  | ↗386 |